# Varvassoria de Toralla

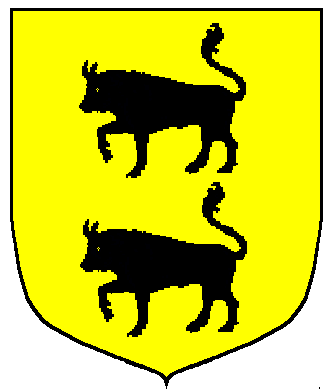
Escut dels varvassors de Toralla

La Varvassoria de Toralla fou un senyoriu d'origen medieval que fins a principis del segle xvii apareix documentat simplement com a senyoria de Toralla. Era en mans de la família cognomenada Toralla, ja esmentada des del segle xii. En efecte, el 1281 Bernat de Toralla cedeix al Comte de Foix els drets que tenia a la Vall Ferrera (1272), i el mateix any Pere II el Gran dona al de Toralla diversos castells, entre ells el de Toralla.

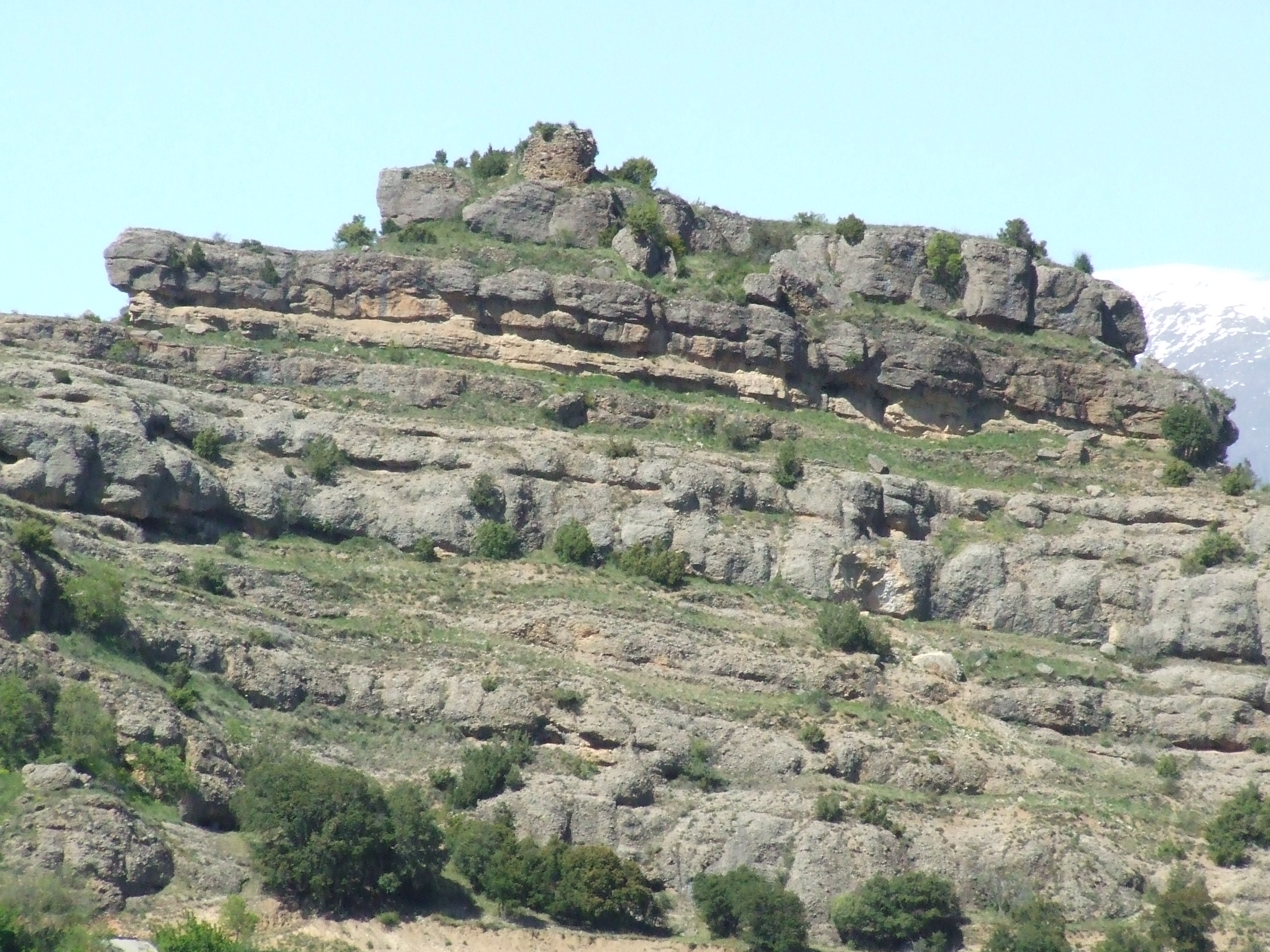
El castell de Toralla, seu inicial de la varvassoria del mateix nom

Abans, però, dos membres més de la nissaga dels Toralla apareixen documentats: Alamany de Toralla, documentat el 1150, súbdit d'Arnau Mir de Pallars Jussà, fundador de Sant Esteve d'Erinyà i agressor dels dominis de l'església d'Urgell, més tard penedit, i del qual consta un germà, de nom Bernat. Després, del següent Toralla de qui es té esment és de l'esmentat Bernat de Toralla, que podria el mateix germà d'Alamany. Bernat de Toralla, que jurà fidelitat al vescomte Pere de Vilamur, estava casat amb Sança, i se li coneixen dos fills, Berenguer i Alamany. Bernat de Toralla, que s'havia unit per jurament al Comte de Foix, fou obligat pel rei Jaume I a prestar-li servei, cosa que feu a contracor, ja que, pel que sembla deduir-se de la documentació de l'època, el de Toralla participava de la revolta de nobles que hi hagué contra el rei, sota la guia d'Arnau Roger de Pallars Jussà. Amb la desfeta d'aquesta revolta de nobles, el 1280 Bernat de Toralla ret al rei Pere II el Cerimoniós els dominis que tenia a la Vall Ferrera i a la Vall Fosca.
Després d'aquest Bernat de Toralla està documentat el seu fill Alamany, de qui consta que ret homenatge al comte Hug de Mataplana, primer dels Mataplana pallaresos. Es tenen notícies, encara, dels seus fills Ferrer i Alemanyet, el darrer dels quals consta el 1307. Ferrer Alamany de Toralla consta com a senyor de Toralla, a més de la vall de Banuy i de Claverol. El Castell de Toralla estigué enmig de totes les pugnes nobiliàries de la baixa edat mitjana, amb contínues cessions al rei i restitucions als Toralla. Finalment, el 1328 Ramon Alamany de Toralla consta com a vervesor e senyor de les honors de Toralla, distinció que encara conservava el 1397. Per casament amb Isabel de Miralles, s'incorporaren a Toralla els dominis de Miralles, Perabruna, Mentui, la Pobleta de Bellveí, entre d'altres. Passat el 1400 estan documentats Guerau Alamany, procurador general del Comtat de Pallars, qui comprà els castells de Solduga i de l'Espluga, i Arnau Alamany. Aquest darrer, casat amb Isabel de Casserres, obté permís per a construir l'església de Sant Feliu de la Pobleta de Bellveí, que els faria de capella funerària.
Els Toralla, doncs, ja eren feudataris del poble i castell del seu mateix nom, i abans del 1632 se'ls reconegué el títol de varvassor, seguint una moda creada en aquell moment a partir de la divulgació de la llegenda dels Nou barons de la fama, on es narra la naixença mítica de Catalunya, i en la qual s'atribuïa un varvassor a cada comtat. El de Toralla obtingué aquest reconeixement, i el 1632 es coneix ja Lluís de Tosalla com a varvassor, amb domini sobre els llocs de Toralla, Claverol, Erinyà, Mentui, la Pobleta de Bellveí, Reguard, Serradell i Torallola.
Un segle més tard, l'hereva de la varvassoria de Toralla era Emerenciana de Toralla, qui es casà amb Francesc de Sentmenat i de Perapertusa. Del matrimoni nasqué el primer marquès de Sentmenat, qui comptà entre el seu patrimoni l'aleshores ric i extens procedent dels Toralla. El 1851, a la fi de l'Antic règim, Erinyà i Toralla encara pertanyien al patrimoni dels de Sentmenat, en aquell moment marquesos de Sentmenat i comtes de Ciutadilla i de Múnter, entre altres títols, enmig dels quals hi havia el de varvassors de Toralla. Una part del patrimoni, però, havia estat ja venut als Orteu, de la Pobla de Segur: Serradell i Torallola.
La major part de territoris de la Varvassoria de Toralla eren dins de l'antic terme de Toralla i Serradell, però també s'estenia pel de Claverol, i pels actuals termes de Senterada (Reguard), la Torre de Cabdella (la Pobleta de Bellveí) i Baix Pallars, al Pallars Sobirà (Mentui).